# Lhaut
Le Lhaut est un ruisseau de 4,5 km de long qui se jette dans le lac de Remoray. Il coule dans une vallée creusée anciennement par le Doubs et a fait l'objet entre 2006 et 2008 d'une opération de réintroduction d'écrevisse à pattes blanches. La partie aval du cours d'eau à son embouchure a fait l'objet d'un programme de restauration à l'hiver 2013.

## Géographie
Prenant naissance dans des tourbières à l'est de Gellin, le Lhaut traverse tout le village de Brey (commune de Brey-et-Maison-du-Bois) en s'écoulant vers le nord-est et se dirige ensuite vers le Lac de Remoray en empruntant une vallée fossile creusée par le Doubs avant sa capture et son passage par les gorges du Fourpéret.
Durant son parcours en aval du Brey, il est rejoint par un affluent en rive gauche qui double pratiquement son débit. Cet affluent sort d'une résurgence appelée « Grotte de la Baume » ou « des Buclés » qui s'ouvre dans les calcaires du Portlandien. Une source mineure, la « Grotte du Capuçin » rejoint également le Lhaut en rive droite.
Juste après son passage sous la route départementale RD 46 au lieu-dit « Pont du Lhaut », le ruisseau effectue une chute de quelques mètres en formant une belle cascade qui a justifié en son temps la présence d'un arrêt sur la ligne du tramway de Pontarlier à Mouthe.
Le ruisseau entre peu après dans la réserve naturelle nationale du lac de Remoray où il rejoint le lac de Remoray. L'embouchure qui avait été drainée dans les années 1960 a fait l'objet de travaux de restauration en 2013 pour lui redonner un tracé en méandre. Ces travaux ont été soutenus par la Fondation du Patrimoine.

## Protection
Le parcours du Lhaut fait partie comme une quarantaine de cours d'eau du Doubs du périmètre de l'Arrêté préfectoral de protection de biotope no 2009-1908-03054 « de l'écrevisse à pattes blanches et des espèces patrimoniales associées ».

## Réintroduction d'écrevisse
Dans le cadre du programme LIFE Nature "Ruisseaux de têtes de bassins et faune patrimoniale associée", une opération de réintroduction d'Écrevisse à pattes blanches a eu lieu 3 années de suite entre 2006 et 2008 dans le Lhaut.